# توم لاندري
توم لاندري (بالإنجليزية: Tom Landry)‏ هو لاعب كرة قدم أمريكية وطيار ومدرب رياضي أمريكي، ولد في 11 سبتمبر 1924 في ميشن في الولايات المتحدة، وتوفي في 12 فبراير 2000 في دالاس في الولايات المتحدة بسبب ابيضاض الدم.

## وصلات خارجية
- توم لاندري على موقع مرجع كرة القدم المحترفة.كوم (الإنجليزية)
- توم لاندري على موقع الموسوعة البريطانية (الإنجليزية)
- توم لاندري على موقع إن إن دي بي (الإنجليزية)